# Fritz Marrenbach

Fritz Marrenbach

Fritz Marrenbach (* 18. September 1896 in Bröl bei Waldbröl; † 9. April 1967 in Nümbrecht) war ein deutscher Politiker (NSDAP). Er war von 1933 bis 1945 Abgeordneter im nationalsozialistischen Reichstag.

## Leben
Marrenbach besuchte von 1902 bis 1910 die Volksschule in Thierseifen und absolvierte von 1912 bis 1915 eine Lehre zum Elektrohandwerker. Nach der Ausbildung befand er sich bis 1918 als Soldat im Ersten Weltkrieg, während dessen er 1916 Flugzeugfunker war. Nach dem Krieg arbeitete er bis 1922 als Monteur und belegte während dieser Zeit Fachschulabendkurse, außerdem war er Mitglied des Deutschen Metallarbeiterverbands. Ab 1922 führte er zusammen mit seinem Bruder Otto Marrenbach ein Elektrofachgeschäft in Brüchermühle, damals Kreis Waldbröl, und bestand 1928 die Meisterprüfung in Köln. Das Elektrogeschäft führten sie noch bis 1932.

## Karriere im Nationalsozialismus
Zum 1. Oktober 1928 trat Marrenbach der NSDAP bei (Mitgliedsnummer 100.355), für die er bis zum 21. August 1936 Kreisleiter des Oberbergischen Kreises bei Gummersbach war. Im Jahr 1930 war er Schriftleiter für Politik beim Oberbergischen Boten. Von 1932 bis 1933 war er Abgeordneter im Preußischen Landtag. Er wurde kurz nach der Machtübernahme der Nationalsozialisten 1933 zum hauptamtlichen Parteimitarbeiter ernannt und vertrat ab November 1933 bis zum Ende der NS-Herrschaft im Mai 1945 den Wahlkreis 20 im Deutschen Reichstag. Von 1933 bis 1940 war er Kreisredner der NSDAP, im Jahr 1934 trat er der Nationalsozialistischen Volkswohlfahrt (NSV) bei. Er war zudem bis 1940 Kreisleiter im Siegkreis und Mitglied des Bezirksverwaltungsgerichts Köln und wurde danach Leiter des Hauptpersonalamts in der Reichsorganisationsleitung der NSDAP.

## Nachkriegszeit
Nach Ende des Zweiten Weltkrieges hielt Marrenbach sich in der Nähe von Leverkusen auf und arbeitete als Elektromeister, bis er am 20. September 1945 verhaftet und interniert wurde. Er wurde am 28. Mai 1948 wegen seiner Zugehörigkeit zum Korps der politischen Leiter der NSDAP von der Spruchkammer Bielefeld unter Anrechnung seiner zweijährigen Internierungshaft zu drei Jahren Gefängnis und einer Zahlung von 3.000 Reichsmark Geldstrafe verurteilt. Außerdem wurde er als Minderbelasteter eingestuft, was 1950 vom Berufungsausschuss in Köln bestätigt wurde. Seine Haftstrafe trat er am 17. August 1948 in der Strafanstalt Emsland an, wurde am 27. Mai 1949 aber wieder entlassen. Er arbeitete danach als Vertreter einer Brauerei in Waldbröl.